# Алея глаголиці

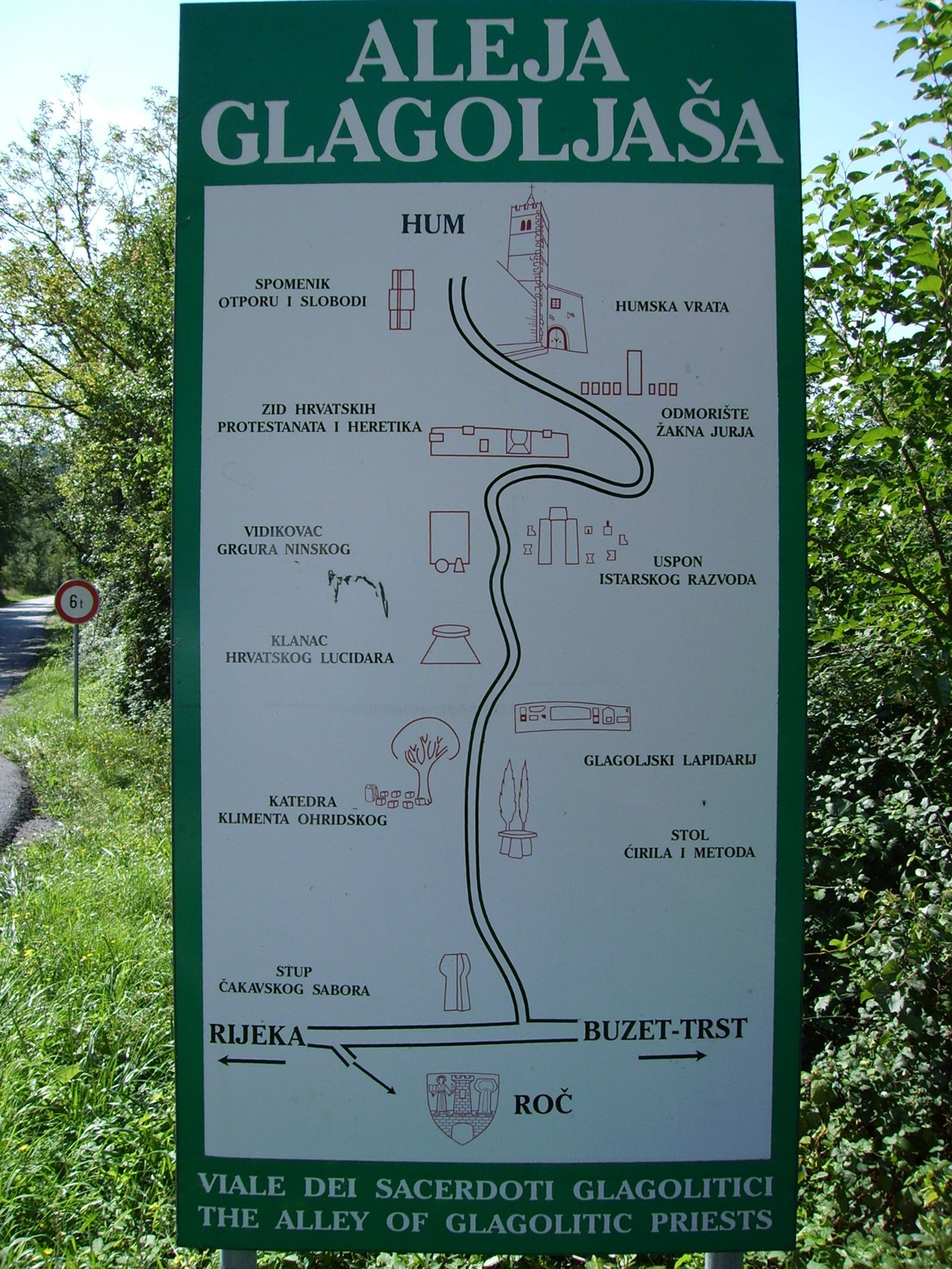
Табличка з описом алеї

Алея глаголиці (хорв. Aleja glagoljaša) — туристична пам'ятка, пам'ятник найстарішої слов'янської азбуки глаголиці в Хорватії, в центральній частині півострова Істрія.
Алея, протяжністю понад 6 км, розташована уздовж дороги, що з'єднує найменше місто в світі Хум з селом Роч і являє собою дорогу, по обидва боки якої знаходяться скульптури у вигляді письмен на глаголице.
Алея була побудована з ініціативи, висловленої на Чакавських зборах в 1976 році. Згодом письменник Зване Чрня і професор Йосип Братуліч виробили ідеологію пам'ятника, а скульптор Желімір Янеш в період з 1977 по 1983 рік втілив її в камені. Споруджені 11 пам'ятників алеї нагадують про основні віхи у розвитку цього давньослов'янського виду писемності.
1. Колона Чакавского парламенту

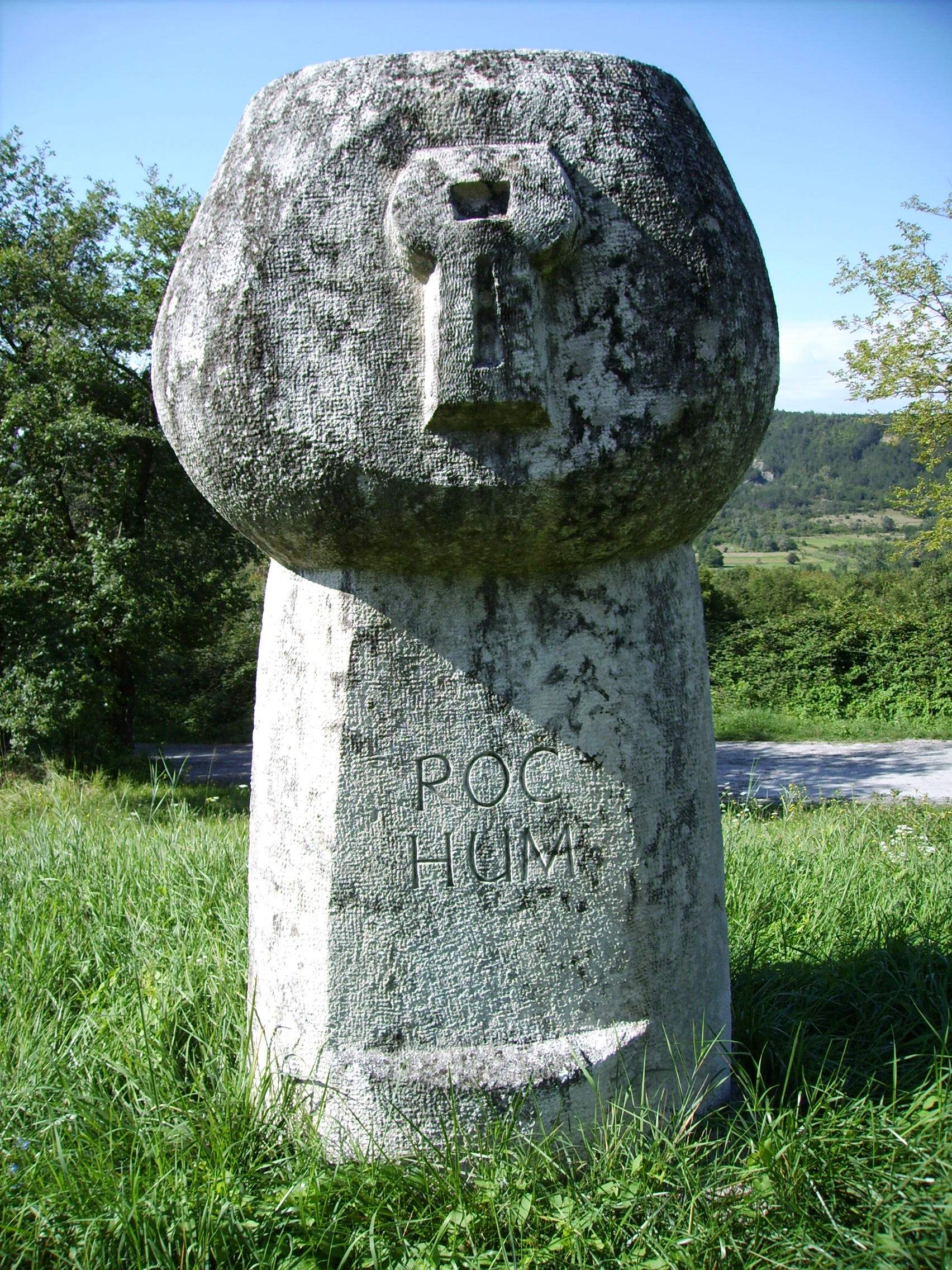
Колона Чакавського народного зібрання (1.)

Являє собою кам'яну колону висотою 2 м, зведену в формі глаголичної букви С, на давньослов'янське мовою позначає «Слово», а в смисловому плані позначає «розсудливість» і «розум».
2. Стіл Кирила і Мефодія

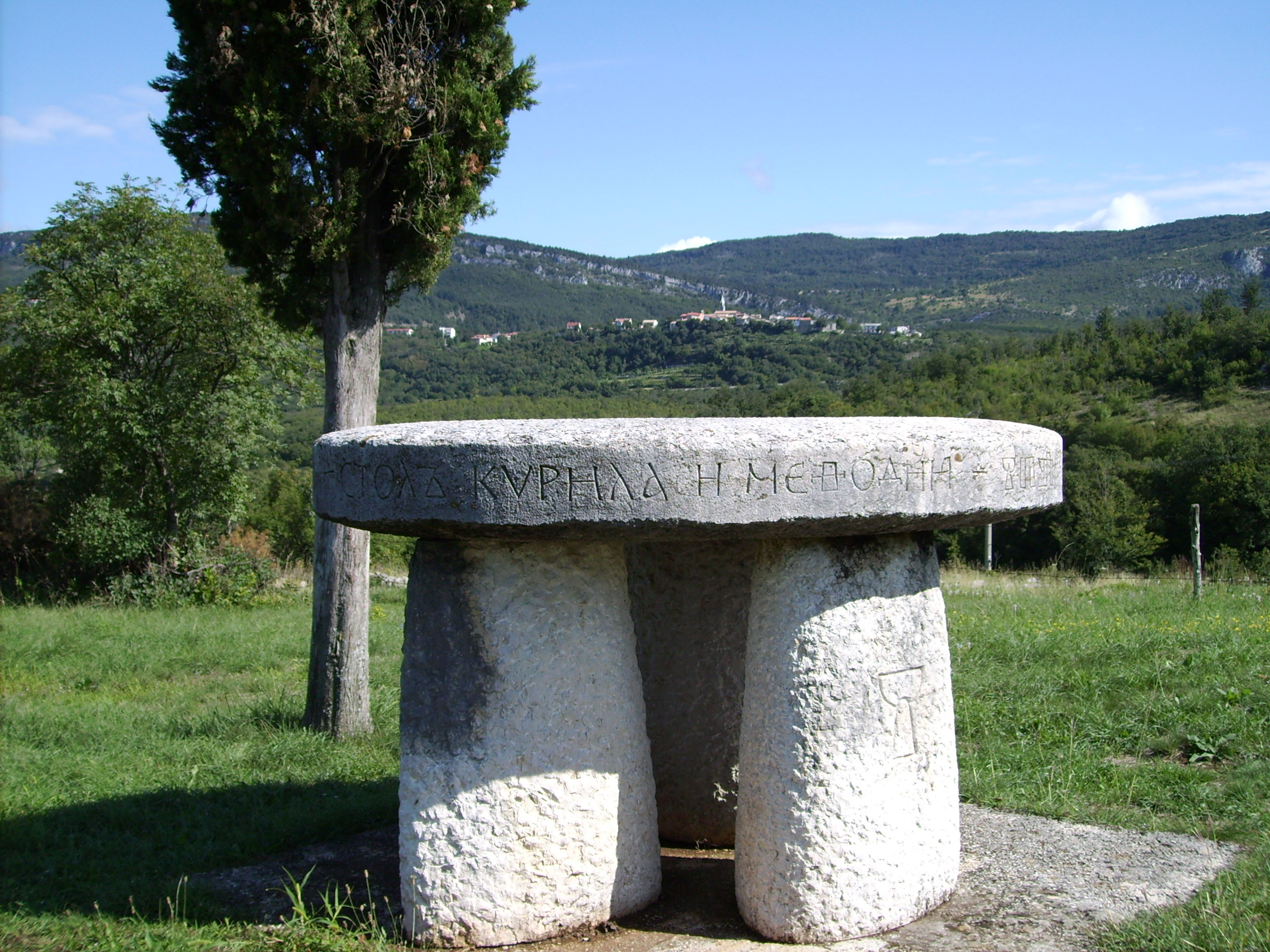
Стіл Кирила і Мефодія (2.)

Являє собою триногий стіл, з висіченими на ньому глаголицею словами STOL KONSTANTINA KIRILA I METODIJA (стіл Костянтина Кирила і Мефодія). Поруч зі столом спочатку розташовувалися 2 кипариса, що символізують даних святих.
3. Стілець Климента Охридського

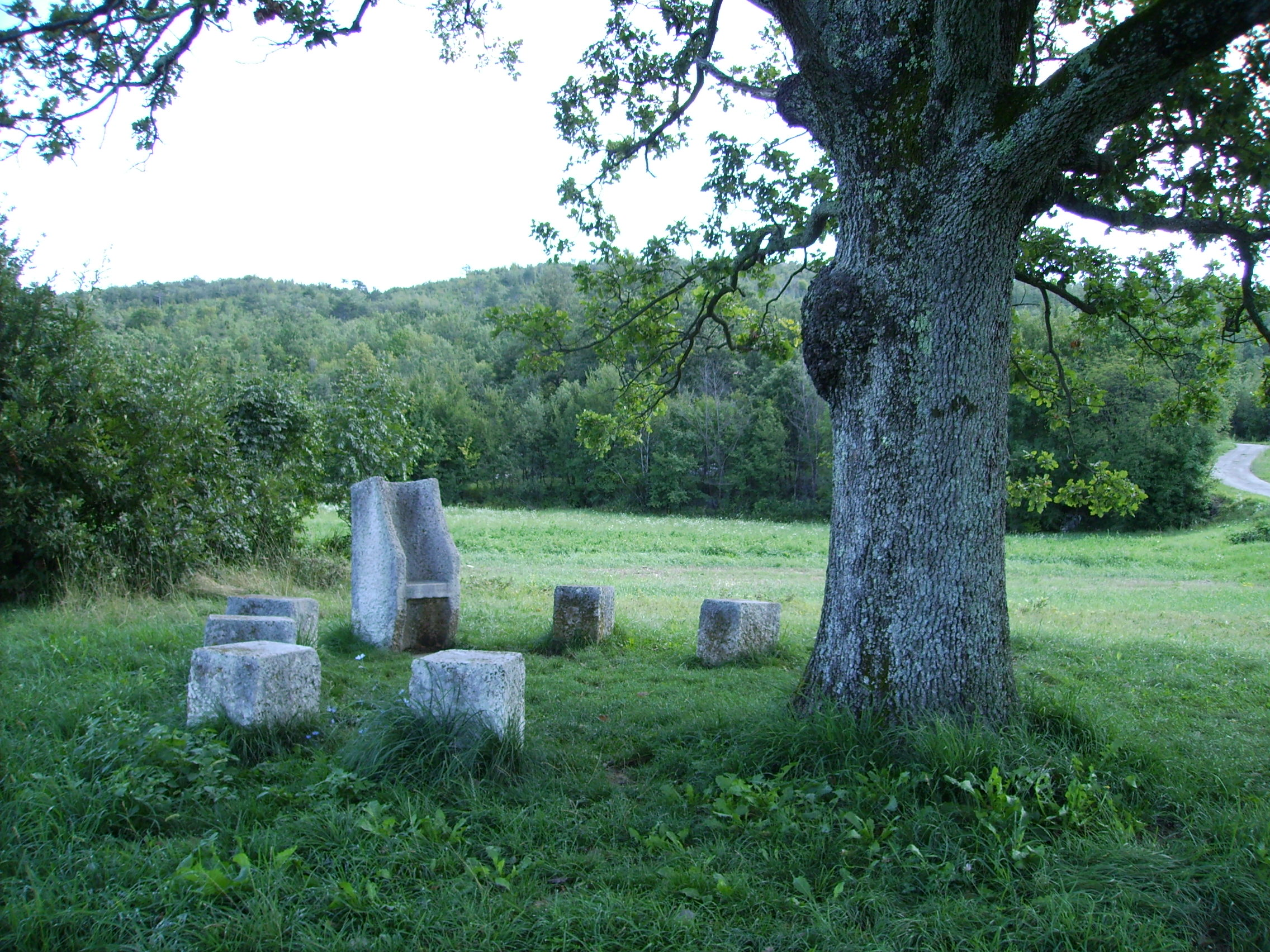
Стіл Климента Охридського (3.)

Розміщена під величезним дубом кам'яна група у вигляді крісла з розташованими навколо кам'яними блоками, призначеними для сидіння учнів, символізує перший слов'янський університет. Климент, який був учнем святих Кирила і Мефодія, згодом став засновником першого слов'янського університету у Охридського озера в Македонії.
4. Лапідарій глаголиці
На розміщеній тут кам'яній стіні вибиті написи глаголицею, які були взяті з старовинних письмен, знайдених в різних місцях колишньої Югославії. Даний пам'ятник включає в себе копії експонатів, що зберігаються в лапідарії перед церквою села Бронобічі.
5. Хорватський Луцідар
Пам'ятник присвячений хорватській середньовічної енциклопедії Луцідар і являє собою гору, на вершині якої розташований камінь, який символізує хмару. Гора Учка, що стала прообразом пам'ятника, вважалася авторами енциклопедії своєрідним Олімпом, про що і свідчить цитата з неї: «Тут розташована країна під назвою Істрія. І в цій країні є гора, на латиниці названа Олімпом, а тут звана Učka. І вершина її торкається хмар».
6. Монумент Гргура Нінського
Являє собою кам'яний монумент у вигляді книги, на якому викарбовано алфавіт на латиниці, кирилиці і глаголиці. Статуя покликана нагадати про хорватського єпископа Гргура, який жив в X столітті та присвятив себе боротьбі за існування хорватської національної церкви. У XIX столітті Гргур став символом народного опору проти втручання у внутрішні справи держави з Відня і Риму.

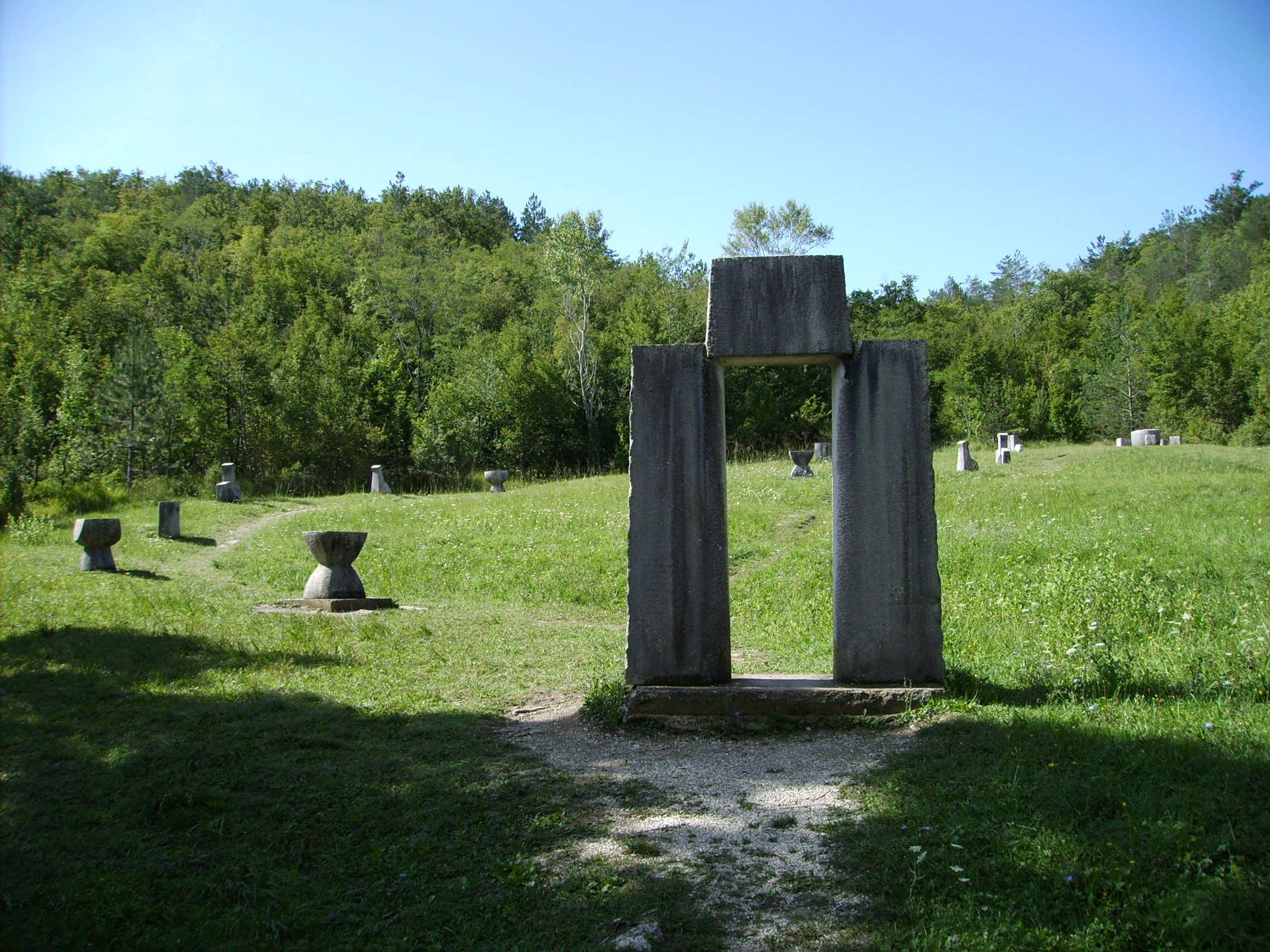
Підйом Істрійського списку законів (7.)

7. Підйом Істрійського зводу законів
Кам'яними воротами у вигляді глаголичної літери Л відвідувачам алеї відкривається вид на стежку з розташованими вздовж неї скульптурами, що утворюють напис ISTARSKI RAZVOD - назва Істрійського зводу законів, прийнятого в 1275 році.
8. Стіна хорватських протестантів
Кам'яна стіна має поглиблення у вигляді глаголичного символу С, що представляє собою пісочний годинник, на який нанесені імена хорватських протестантів. На розташованих біля стіни дисках нанесені виписки з протестантських книг.
9. Привал Юрія Жакона

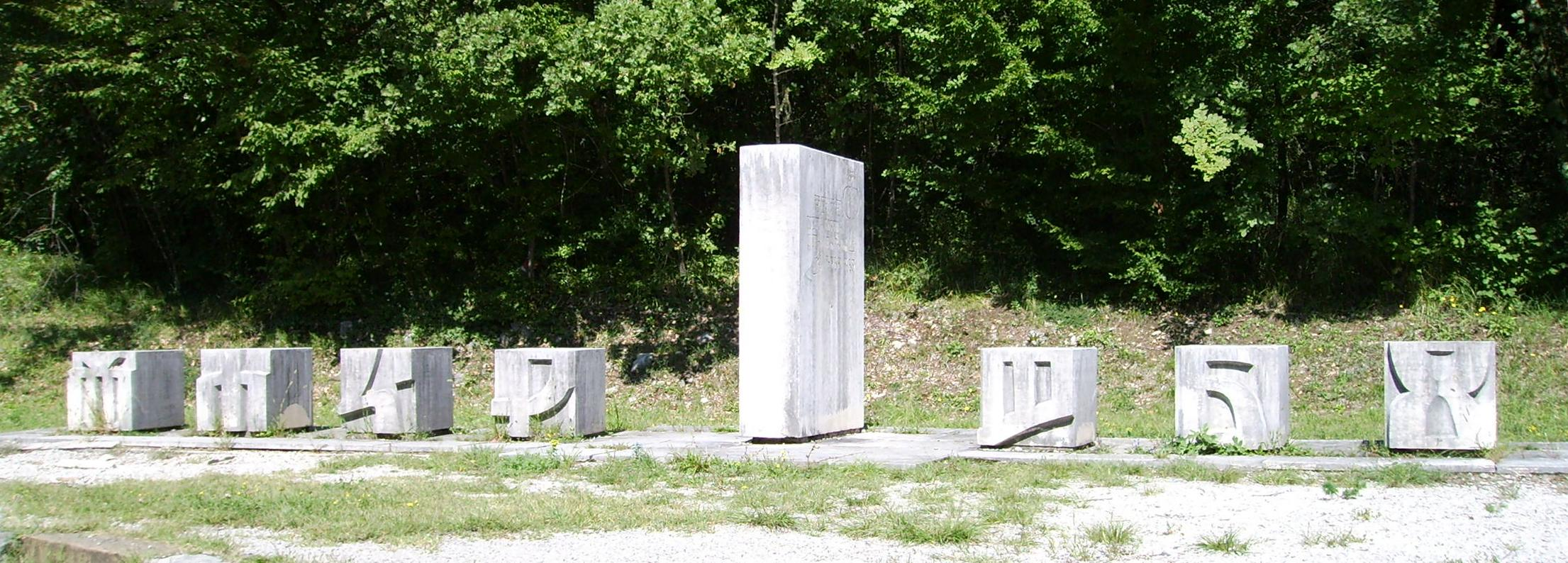
Привал Юрія Жакона (9.)

Розташований тут кам'яний блок символізує міссалья (требник) глаголицею 1483 р. На блоці нанесений напис Vita, vita. Štampa naša gori gre. Tako ja oču da naša gori gre, 1482. miseca ijuna 26. dni to be pisano v grade Izule. To pisa Juri Žakan iz Roča. Bog mu pomagai i vsem ki mu dobro ote. Він є нагадуванням про повідомленні Юрія Жакона, в якому він розповідає про першу надруковану хорватську книгу. Кам'яний блок оточують 7 кам'яних букв, що утворюють ім'я диякона Žakan Juri
10. Пам'ятник Опору та Свободи
Перед входом в місто Хум розташована скульптура, що складається з 3 кам'яних кубів і символізує три історичні епохи: давнина, середньовіччі та сучасність. Кожен куб має напис на відповідному його епосі листі: латиниці для давнини і глаголиці для середньовіччя. Сучасність символізується авторами з піснею Істрійського національного відродження. Разом всі три куба уособлюють багатовікову боротьбу проти насильства і руйнувань в ім'я миру і свободи.
11. Міські ворота Хума

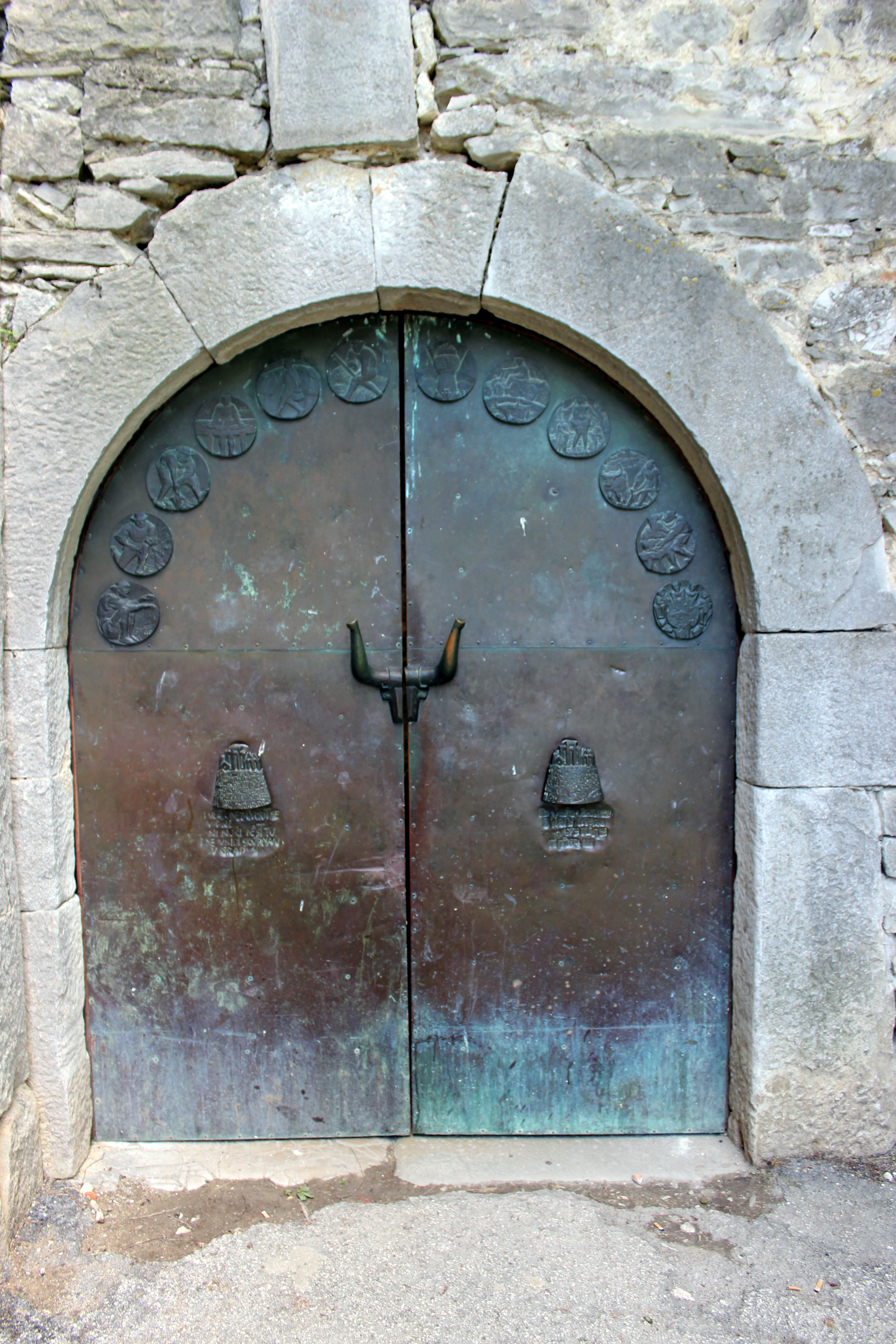
Humska vrata (11.)

Міські ворота, що ведуть в найменше місто світу, окуті міддю і прикрашені 12 медальйонами, що символізують місяці року з характерними для них видами польових і домашніх робіт. Розташовані тут же написи вітають гостей, які прибули в місто з добрими намірами і одночасно загрожують тим, хто прийшов сюди з поганим наміром.